# بيل غيير
بيل غيير (بالإنجليزية: Bill Geyer)‏ هو لاعب كرة قدم أمريكية أمريكي، ولد في 3 أكتوبر 1919، وتوفي في 4 يونيو 2004.

## وصلات خارجية
- بيل غيير على موقع مرجع كرة القدم المحترفة.كوم (الإنجليزية)